# Acta de Svalbard
El Acta de Svalbard del 17 de julio de 1925 (en noruego: Lov om Svalbard o coloquialmente Svalbardloven), es una ley de Noruega que regula los principales aspectos del archipiélago de Svalbard. La ley fue aprobada por el Parlamento de Noruega el 17 de julio de 1925, y establece la soberanía noruega de la isla, así como el derecho penal, el derecho civil y el derecho procesal que se aplican en las islas. La ley estableció además la política de la administración, incluyendo la creación de la figura del Gobernador de Svalbard, y desde el año 2002, del Consejo Comunitario de Longyearbyen. La ley también establece normas para los bienes raíces y la protección del medio ambiente.
La ley fue aprobada como una respuesta al Tratado de Svalbard del 9 de febrero de 1920, que estableció la soberanía noruega de Svalbard, pero limitando el archipiélago a una zona de libre comercio desmilitarizada.
La ley ha sido modificada en diversas ocasiones, y consta de 6 capítulos y 46 párrafos. El Capítulo Uno (§§ 1-4) cubre las relaciones entre Noruega y Svalbard, el Capítulo Dos (§§ 5-13) trata sobre el gobierno y los tribunales; el Capítulo Tres (§§ 14-21) se ocupa del derecho de familia; el Capítulo Cuatro (§§ 22-28) regula el derecho de propiedad; el Capítulo Cinco (§§ 29-44) establece el Consejo de la Comunidad de Longyearbyen, y el Capítulo Seis (§§ 45-46) se compone de disposiciones varias.